# Jefferson (Texas)
Jefferson ist die Bezirkshauptstadt und Sitz der Countyverwaltung (County Seat) des Marion County im US-Bundesstaat Texas in den Vereinigten Staaten. Das U.S. Census Bureau hat bei der Volkszählung 2020 eine Einwohnerzahl von 1.875 ermittelt.

## Geographie
Die Stadt liegt im Nordosten von Texas, unweit der Grenzen zu Arkansas und Louisiana am U.S. Highway 59 und hat eine Gesamtfläche von 11,4 km².

## Demografische Daten
Nach der Volkszählung im Jahr 2000 lebten hier 2.024 Menschen. 62,80 % der Einwohner bezeichneten sich als Weiße, 34,68 % waren Afroamerikaner und 1,63 % der Bevölkerung spanischer oder lateinamerikanischer Abstammung. Das jährliche Durchschnittseinkommen eines Haushalts betrug 17.034 USD, das Durchschnittseinkommen einer Familie 26.250 USD. 32,9 % der Bevölkerung und 29,4 % der Familien lebten unterhalb der Armutsgrenze.

## Söhne und Töchter der Stadt
- Vernon Dalhart, Sänger und einer der ersten frühen Stars der Country-Musik
- Steady Nelson (1913–1988), Jazztrompeter
- Marvin Wilson (1958–2012), Mörder, der durch die Giftspritze hingerichtet wurde